# Giuseppe Capaldo
Giuseppe Capaldo (Napoli, 21 marzo 1874 – Napoli, 26 agosto 1919) è stato un poeta italiano.

## Biografia
Giuseppe Capaldo nacque a Napoli il 21 marzo 1874, da Raffaele e Filomena Giannalli, erano i proprietari della trattoria "Piliero". Era il primogenito di 5 figli. A 6 anni fu mandato in collegio e ivi conseguì la licenza elementare. In seguito aiutò i genitori nella trattoria servendo ai tavoli.
Giunto all'età di 18 anni Giuseppe si innamorò di una ragazza, Vincenzella, sua vicina, ma lei non corrispondeva le attenzioni di Giuseppe e lo ignorava.
In suo onore compose i versi di una canzone dal titolo "Comme facette mammeta", che inviò ad un Comitato di festeggiamenti per la Madonna del Carmine: la canzone fu giudicata la migliore e fu musicata dal maestro Montagna. Fu tutto invano, poiché, nonostante la serenata, Vincenzella non aprì la finestra della sua stanza, una volta che non voleva Giuseppe. La sua delusione fu grandissima quando il fratello Pasquale, anche lui cameriere, gli comunicò che si era fidanzato con Vincenzella e che l'avrebbe sposata.
In segreto Giuseppe abbandonò il suo lavoro nella trattoria paterna non sopportando di vivere accanto a Vincenzella come cognato, e si impiegò come cameriere in vari locali. Uno di questi fu il Caffè Turco, che nel 1911, in onore della conquista della Libia, mutò nome in Caffè Tripoli. Questo Caffè aveva la pedana con l'orchestra.
Un giorno un gruppo di avventori, dopo aver ascoltato la sua canzone, chiamò Capaldo e gli chiese chi ne fosse l'autore. Il gruppo, però, non credette alla sua risposta, giudicando che una canzone del genere non potesse essere stata scritta da un semplice cameriere. A questo punto Giuseppe Capaldo gettò a terra il vassoio, si tolse la giacca bianca e disse: "Basta! Da questo momento non sono più un cameriere". A nulla valsero le insistenze del proprietario: fu irremovibile. 
In seguito però, per poter sbarcare il lunario, si impiegò nuovamente come cameriere, questa volta presso il "Caffè Portorico" in via Guglielmo Sanfelice. La cassiera di questo locale, una certa Brigida, era di carattere assai scontroso ma affascinava molti uomini, tra questi il giovane Giuseppe, che ispirandosi a lei nel 1918 compose la canzone 'A tazza 'e cafè, e chiese al Cavalier Vittorio Fassone, compositore dilettante, di scriverne la musica.
Giuseppe Capaldo morì a soli quarantacinque anni il 26 agosto 1919, nella sua Napoli, a causa di una nefrite, lasciando la moglie Pasqualina Gallina e due figli.

## Le canzoni
- Comme facette mammeta, 1906, musicata da Salvatore Gambardella
- Cinematografì, cinematografà, 1906, musicata da Eduardo Galgani
- Me voglio i' a 'nzura' 'ncopp' 'antignano, 1907, musicata da Salvatore Gambardella
- ‘E zampugnare, 1907, musicata da Salvatore Gambardella
- 'A scigna 'mbarcone, 1907, musicata da Salvatore Gambardella
- 'O suldato sbruffone, 1907, musicata da Enrico Cannio
- L'arte d'o sole, 1908, musicata da Salvatore Gambardella
- ‘A fussetella, 1908, musicata da Enrico Cannio
- ‘A serenata d’ 'o scugnizzo, 1909, musicata da Vittorio Fassone
- Balcone 'nchiuso, 1910, musicata da Vittorio Fassone
- ‘A marina ‘e Tripoli, 1912, musicata da lui stesso
- Bella, ca pe' tte moro! 1912, musicata da Vittorio Fassone
- Scetate, oj bella!..., 1913, musicata da Michele S. Ciociano e interpretata da Gennaro Pasquariello
- Cielo turchino!, 1914 musicata da Michele S. Ciociano e interpretata da Enrico Caruso
- Hanna turnà, 1917, musicata da Feola
- Zingarella, 1917, musicata da lui stesso
- 'A tazza 'e cafè, 1918, musicata da Vittorio Fassone
- Tammurriata cafona, 1918. musicata da lui stesso
- ‘E lampadine, 1919, musicata da lui stesso
- Core ´e pacchiano, 1919, musicata da lui stesso
- Velivoli'-Velivola', 1919, musicata da Michele S. Ciociano

## Aneddoti
"Comme facette mammeta" è una canzone del 1906 scritta da Giuseppe Capaldo e musicata da Salvatore Gambardella. Si classificò seconda al Festival di Piedigrotta, venne interpretata da Antonietta Rispoli al Teatro Eldorado e fu cavallo di battaglia di Elvira Donnarumma.
Innumerevoli furono le riedizioni nel corso degli anni, tra cui quella, particolare, in versione rock 'n' roll eseguita da I Due Corsari, duo musicale formato da Enzo Jannacci e Giorgio Gaber.